# C/2013 R1 Lovejoy
La cometa Lovejoy, formalmente C/2013 R1 (Lovejoy), è una cometa di lungo periodo scoperta il 7 settembre 2013 dall'astronomo australiano Terry Lovejoy mediante l'utilizzo di un telescopio Schmidt-Cassegrain. C/2013 R1 ha oltrepassato l'equatore celeste il 14 ottobre 2013, entrando nella volta celeste dell'emisfero boreale.
Il 1º novembre la cometa è divenuta visibile a occhio nudo vicino all'Ammasso del Presepe, a circa metà strada fra Giove e Regolo, più luminosa della cometa ISON. Se osservata con un binocolo, la C/2013 R1 sarebbe apparsa come un ammasso globulare color verde.
Il 19 novembre 2013 la cometa raggiunse la distanza più vicina alla Terra, corrispondente a circa 0,3967 UA (59.350.000 km) con una magnitudine apparente di 4,5. Il 27 novembre la cometa era nella costellazione dei Cani da Caccia, mentre dal 28 novembre al 4 dicembre si trovava nella costellazione Boote. Dal 4 dicembre al 12 dicembre la cometa passò attraverso la costellazione della Corona Boreale.
Dal 12 dicembre fino al 14 gennaio la cometa è passata attraverso la costellazione Ercole. Il perielio è stato raggiunto il 22 dicembre alla distanza di 0,81 UA dal Sole. Al perielio la cometa aveva un'elongazione di 51 gradi.